# Hans Luther (Jurist)
Hans Luther (Anhörenⓘ) (* 26. Februar 1909 in Halle (Saale); † 11. März 1970 in Mainz) war ein deutscher Jurist, der im Zweiten Weltkrieg im deutsch besetzten Frankreich als Kriegsverwaltungsrat in Paris und Kommandeur der Sicherheitspolizei und des SD (KdS) in Bordeaux eingesetzt war und 1953 wegen Kriegsverbrechen verurteilt wurde.

## Leben
Hans Luther schloss seine Schullaufbahn 1927 mit dem Abitur an einem Gymnasium seiner Heimatstadt ab. Anschließend studierte er Rechtswissenschaft an den Universitäten München, Graz, Halle/Saale und legte 1931 das erste juristische Staatsexamen ab. Nach dem Rechtsreferendariat und einer zweijährigen Tätigkeit als Fakultätsassistentenzeit an der Universität Halle/Saale beendete er 1936 sein Jurastudium mit dem zweiten juristischen Staatsexamen. Von 1935 bis 1936 war er zudem Hilfsarbeiter im Reichsjustizministerium und danach als Regierungsassessor in der Reichspräsidialkanzlei in Berlin beschäftigt. Seit 1936 war er mit Eva, geborene Pilger, verheiratet. Ab 1937 war er Richter am Landgericht Frankfurt am Main. Zum 1. Mai 1937 trat er der NSDAP bei (Mitgliedsnummer 3.934.064).
Luther war während des Zweiten Weltkrieges unmittelbar nach dem Westfeldzug für ein Jahr als Kriegsverwaltungsrat der Gruppe V (Polizei) beim deutschen Militärbefehlshaber in Paris eingesetzt. Von Juni 1942 bis Oktober 1943 war er als Nachfolger von Herbert Hagen der Kommandeur der Sicherheitspolizei und des SD in Bordeaux. Luther gehörte nicht der SS an, war jedoch berechtigt eine SS-Uniform zu tragen (Uniformträger). Unter seinem Kommando als KdS Bordeaux wurden auch Geiselerschießungen im Zuge der „Bandenbekämpfung“ durchgeführt und Judendeportationen vorgenommen. Im November 1943 wurde er zum Heer eingezogen und erreichte dort den Rang eines Leutnants. Nach einer schweren Kriegsverletzung Anfang August 1944 folgten Lazarettaufenthalte bis zum Kriegsende.
Nach Kriegsende war er in Limburg, Butzbach, Darmstadt, Dachau und Reutlingen interniert. Von 1947 bis 1953 war er in Bordeaux inhaftiert und wurde dort vor einem französischen Militärgericht angeklagt. Durch die Zentrale Rechtsschutzstelle (ZRS) wurde Luther insbesondere durch deren Leiter Hans Gawlik finanziell und mit einem Rechtsbeistand unterstützt, um die „Geiselproblematik“ zu entschärfen. Für Luther wurden Eidesstattliche Versicherungen und entlastende Aussagen von hochrangigen Personen organisiert, die teils selbst im Rahmen der deutschen Besatzung Frankreichs als belastet galten. Der juristisch versierte Luther führte die entlastenden Aussagen und Materialien zu einer Verteidigungsstrategie zusammen, mit der er Beschuldigungen bzgl. der Geiselerschießungen gegen seine Person abwenden konnte. Am 5. Mai 1953 wurde Luther in Bordeaux wegen Festnahmen, willkürlichen Beschlagnahmungen, Folterungen und Deportationen zu fünf Jahren Haft verurteilt, die mit der Internierungshaft als verbüßt galten.
Nach seiner Rückkehr war Luther im Zuge der 131er-Regelung als Richter am Landgericht Limburg tätig und promovierte 1956 in Marburg zum Dr. jur. Luthers Dissertationsthema war der Widerstand gegen die deutsche Besatzung in Frankreich, die im Rahmen der Studien des Instituts für Besatzungsfragen in Tübingen 1957 erschien. In dieser Monografie stellte er die Geiselerschießungen als völkerrechtlich legitim dar, um Soldaten der Wehrmacht vorbeugend oder reaktiv gegen Aktionen der Résistance zu schützen. Die Judendeportationen erwähnte er nur am Rande. Ein durch Fritz Bauer eingeleitetes Ermittlungsverfahren gegen Luther wurde 1961 eingestellt. Luther trat 1969 in den Ruhestand.

## Schriften
- Der französische Widerstand gegen die deutsche Besatzungsmacht und seine Bekämpfung: Ein Beitrag zur Erforschung der völkerrechtlichen Praxis während des Zweiten Weltkrieges. Diss. Marburg 1956 (Studien des Instituts für Besatzungsfragen in Tübingen zu den deutschen Besetzungen im 2. Weltkrieg, Nr. 11, Tübingen 1957).